# Joan de Miquel
Joan de Miquel (Solsona, 1669 - Solsona, 1713), doctor en medicina i austriacista compromès, va participar activament en l'alçament vigatà del 1705 i va ser el capità dels sometents del Cardener. La seva missió era fer alçar el Bages, Berguedà, Solsonès i la Cerdanya a favor de l'arxiduc Carles d'Àustria.
Promocionat a tinent coronel de cavalleria, comandava tropes i els proposava una doble entrada de l'exèrcit borbònica la Cerdanya per combatre els contingents borbònics que travessaren els Pirineus. Alguna cosa va canviar, ja que al gener del 1709 es va reunir secretament amb els borbònics a Puigcerdà per facilitar-los l'entrada a canvi de diners. El pla conspirador va ser descobert i va ser empresonat pels austriacistes. Poc temps després ja tornava a lluitar al bàndol austriacista.
Va morir el 4 d'agost de 1713, dia que les tropes borbòniques van ocupar la vila de Solsona.